# Marcus Semien
Marcus Andrew Semien (sinh ngày 17 tháng 9 năm 1990) là một cầu thủ bóng chày chuyên nghiệp người Mĩ chơi ở vị trí chặn lũy hai, thi đấu cho đội bóng chày Texas Rangers của Major League Baseball (MLB). Trước đó anh từng thi đấu cho Chicago White Sox, Oakland Athletics và Toronto Blue Jays.
Năm 2021, Semien được đề cử tham dự trận All-Star trong màu áo Blue Jays, cũng như giành giải Găng tay Vàng and Tay đập Bạc, cùng việc ghi kỉ lục 45 home run trong một mùa giải trong số các cầu thủ chơi vị trí chặn lũy hai.
Sau đó, Semien đặt bút kí vào bản hợp đồng trị giá 175 triệu đô la trong 7 năm để đầu quân cho Rangers và sau đó đã cùng Rangers dành chức vô địch World Series lần đầu tiên trong lịch sử CLB vào năm 2023, trong một năm mà anh thi đấu trong tất cả 162 trận trong mùa giải và 17 trận vòng playoff .